# 久保三郎
久保 三郎（くぼ さぶろう、1911年3月8日 - 1981年1月5日）は、日本の労働運動家・政治家。日本社会党衆議院議員。

## 来歴
茨城県西茨城郡岩瀬町（現桜川市）に国鉄職員の息子に生まれる。東京鉄道局教習所に進み、後に原彪之助の知遇を得る。東京鉄道教習所卒業後に水戸駅車掌所を振り出しに鉄道職員としてのキャリアを積み、水戸駅助役にまで昇進する。
戦後すぐ国鉄労働組合の結成に参加、国労水戸地本委員長・茨城県労働組合連盟事務局長・茨城県官公労議長を歴任。そのかたわら1947年の第1回統一地方選挙に日本社会党公認で茨城県議会議員選挙に立候補し当選、3期務める。
1958年の衆議院総選挙に社会党公認で茨城1区から立候補し、当選。以後9期連続当選し、党代議士会副会長・両院議員総会副会長・政策審議会副会長などを歴任。国労出身議員の中心的な存在として久保天皇と渾名された。
国鉄の赤字が問題になり再建策が論議されている中、議員在職中の1981年1月5日、水戸市の国立水戸病院で死去した。69歳没。翌6日、特旨を以て位記を追賜され、正四位勲二等に叙され、旭日重光章を追贈された。追悼演説は同月29日、衆議院本会議で葉梨信行により行われた。
久保の死後に国鉄の分割民営化が決まり、国労の勢力も衰退していった。

## 人物
新東京国際空港（現・成田国際空港）の一坪共有地の名義人の1人であった